# Autigny-le-Grand

Autigny-le-Grand este o comună în departamentul Haute-Marne din nord-estul Franței. În 2009 avea o populație de 163 de locuitori.

## Evoluția populației
| An        | 1975 | 1982 | 1990 | 1999 | 2006 | 2009 |
| --------- | ---- | ---- | ---- | ---- | ---- | ---- |
| Populație | 242  | 230  | 220  | 210  | 175  | 163  |